# Agrostis suizanensis
Agrostis suizanensis é uma espécie de gramínea do gênero Agrostis, pertencente à família Poaceae.